# Cantonul Cuq-Toulza
Cantonul Cuq-Toulza este un canton din arondismentul Castres, departamentul Tarn, regiunea Midi-Pyrénées, Franța.

## Comune
| Comune            | Populație (1999) | Cod poștal | Cod INSEE |
| ----------------- | ---------------- | ---------- | --------- |
| Aguts             | 187              | 81470      | 81001     |
| Algans            | 200              | 81470      | 81006     |
| Cambon-lès-Lavaur | 212              | 81470      | 81050     |
| Cuq-Toulza        | 519              | 81470      | 81076     |
| Lacroisille       | 130              | 81470      | 81127     |
| Maurens-Scopont   | 158              | 81470      | 81162     |
| Montgey           | 228              | 81470      | 81179     |
| Mouzens           | 96               | 81470      | 81189     |
| Péchaudier        | 185              | 81470      | 81205     |
| Puéchoursi        | 104              | 81470      | 81214     |
| Roquevidal        | 129              | 81470      | 81229     |